# くりくりぃむ
『くりくりぃむ』は、朝日放送テレビ（ABCテレビ）で2004年4月9日から2005年3月11日まで毎月第2金曜日深夜25:29 - 25:59に放送されていたトークバラエティ番組である。くりぃむしちゅーの関西初となる冠番組である。
姉妹番組に『週くりぃむ』がある（後述）。

## 概要
毎回、友達同士の2組をゲストに招きエピソードトークを繰り広げる。
番組後半のミニコーナー「オフオフタイムズ」ではマンスリーアイドルが週末のお得情報を紹介する。
番組キャラクターにデハラユキノリ作のトマトとナスのフィギュアが使われている。

## 出演者
- くりぃむしちゅー
- マンスリーアイドル

アイドルが月替わりで出演。

## 放送リスト
|    | 放送日         | ゲスト                   | マンスリーアイドル |
| -- | -------------- | ------------------------ | ------------------ |
| 1  | 2004年4月9日   | 神田うの、サンプラザ中野 |                    |
| 2  | 2004年5月14日  | 雛形あきこ、千秋         | 浜田翔子           |
| 3  | 2004年6月11日  | SILVA、片瀬那奈          | 夏川純             |
| 4  | 2004年7月9日   | 小沢真珠、大河内奈々子   | 伊織               |
| 5  | 2004年8月13日  | 深田恭子、岡田浩輝       | 臼田あさ美         |
| 6  | 2004年9月10日  | 伊藤裕子、沢村一樹       | 上野未来           |
| 7  | 2004年10月8日  | 小池栄子、矢沢心         | 矢吹春奈           |
| 8  | 2004年11月12日 | 涼風真世、今井雅之       | 井村空美           |
| 9  | 2004年12月10日 | 東貴博、魚住りえ         | 橋本愛実           |
| 10 | 2005年1月14日  | 国分佐智子、金子昇       | 嘉陽愛子           |
| 11 | 2005年2月11日  | 宮藤官九郎、三宅弘城     | 小塚つかさ         |
| 12 | 2005年3月11日  | 勝村政信、吹石一恵       | 中村知世           |

## 週くりぃむ
『週くりぃむ』（しゅうくりぃむ）は、朝日放送テレビ（ABCテレビ）で2004年4月から2005年3月11日まで毎週金曜日深夜24:19 - 24:24に放送されていたミニ番組。番組名の由来は「シュークリーム」から。
出演者は『くりくりぃむ』と同じ。
マンスリーアイドルの出演期間は前回の『くりくりぃむ』の放送翌週から本人が出演する週まで。
放送内容
- 有田扮する“天才少年・ありたてっぺい君”がアイドルの悩みを一発解答する、というミニコント。
- アイドルによる“とっておきの情報”レポートロケ。

## スタッフ
- 構成：笠博勝、川上テッペイ、相澤のぼる、蒲田幸成、くらなり、米川榮一
- 技術：八峯テレビ
- TP：田熊克二
- SW：先崎聡
- CAM：佐藤昭吾
- VE：小林信久
- 音声：浅岡利津子
- 照明：前島秀之（FLT）
- 編集：STUDIO MIC
- EED：真野公宏
- MA：小林ケント、宮嶌宏道
- 音効：矢部公英・林正貴（278）
- 美術：フジアール
- アートプロデュース：木村文洋
- セットデザイン：天野沙耶花
- 美術進行：今井隆之
- 大道具：安藤朋希
- 大道具操作：宇津木史高
- アクリル装飾：堀内重彰
- 装飾：横山公一
- 電飾：谷口雅彦
- メイク：萩原位枝、抜井孝之
- 番宣：岡崎由記（ABC）
- ディレクター：双津大地郎、田村育.
- 演出：斉藤崇
- プロデューサー：勝山倫也・岸本拓磨（ABC）、志岐誠、東秀夫
- 協力：KANSAI1週間
- 制作：朝日放送テレビ、NAVI

| 朝日放送テレビ（ABCテレビ） 第2金曜日 深夜25:30 - 26:00枠 | 朝日放送テレビ（ABCテレビ） 第2金曜日 深夜25:30 - 26:00枠 | 朝日放送テレビ（ABCテレビ） 第2金曜日 深夜25:30 - 26:00枠 |
| 前番組                                                    | 番組名                                                    | 次番組                                                    |
| --------------------------------------------------------- | --------------------------------------------------------- | --------------------------------------------------------- |
| -                                                         | くりくりぃむ （2004年4月 - 2005年3月）                    | ブルブルアンタッチャブル （2005年4月 - 2008年3月）        |

| 朝日放送テレビ（ABCテレビ） 金曜日 深夜24:19 - 24:24枠 | 朝日放送テレビ（ABCテレビ） 金曜日 深夜24:19 - 24:24枠 | 朝日放送テレビ（ABCテレビ） 金曜日 深夜24:19 - 24:24枠 |
| 前番組                                                 | 番組名                                                 | 次番組                                                 |
| ------------------------------------------------------ | ------------------------------------------------------ | ------------------------------------------------------ |
| -                                                      | 週くりぃむ （2004年4月 - 2005年3月）                   | ぷるぷるアンタッチャブル （2005年4月 - 2008年4月）     |